# Jacques Baudrier
Jacques Baudrier (* 4. Mai 1872 in Paris; † zwischen 1931 und 1945) war ein französischer Segler.

## Erfolge
Jacques Baudrier, der für den Cercle de la Voile de Paris segelte, nahm an den Olympischen Spielen 1900 in Paris teil, wo er in fünf Wettbewerben antrat. In der gemeinsamen Wettfahrt gelang ihm als Crewmitglied der Crabbe II keine Zieleinfahrt, während er in der Bootsklasse 0,5 bis 1 Tonne zweimal das Podium erreichte. In der ersten Wettfahrt belegte er den zweiten Platz hinter der Scotia aus Großbritannien und schloss die zweite Wettfahrt hinter der Pettit-Poucet und der Scamasaxe auf Rang drei ab. Bei allen Wettfahrten bestand die Crew außerdem aus William Martin, Jean Le Bret und Félix Marcotte, Skipper des Bootes war Jules Valton. Baudrier segelte als Skipper der Nina Claire auch in der Bootsklasse 1 bis 2 Tonnen, bei der er in der ersten Wettfahrt als Dritter ein weiteres Mal das Podium erreichte und bei der zweiten Wettfahrt Vierter wurde. Baudriers Crew umfasste seinen Cousin Lucien Baudrier, Édouard Mantois und den Segler Dubosq.